# Блажевський Євген Вікторович

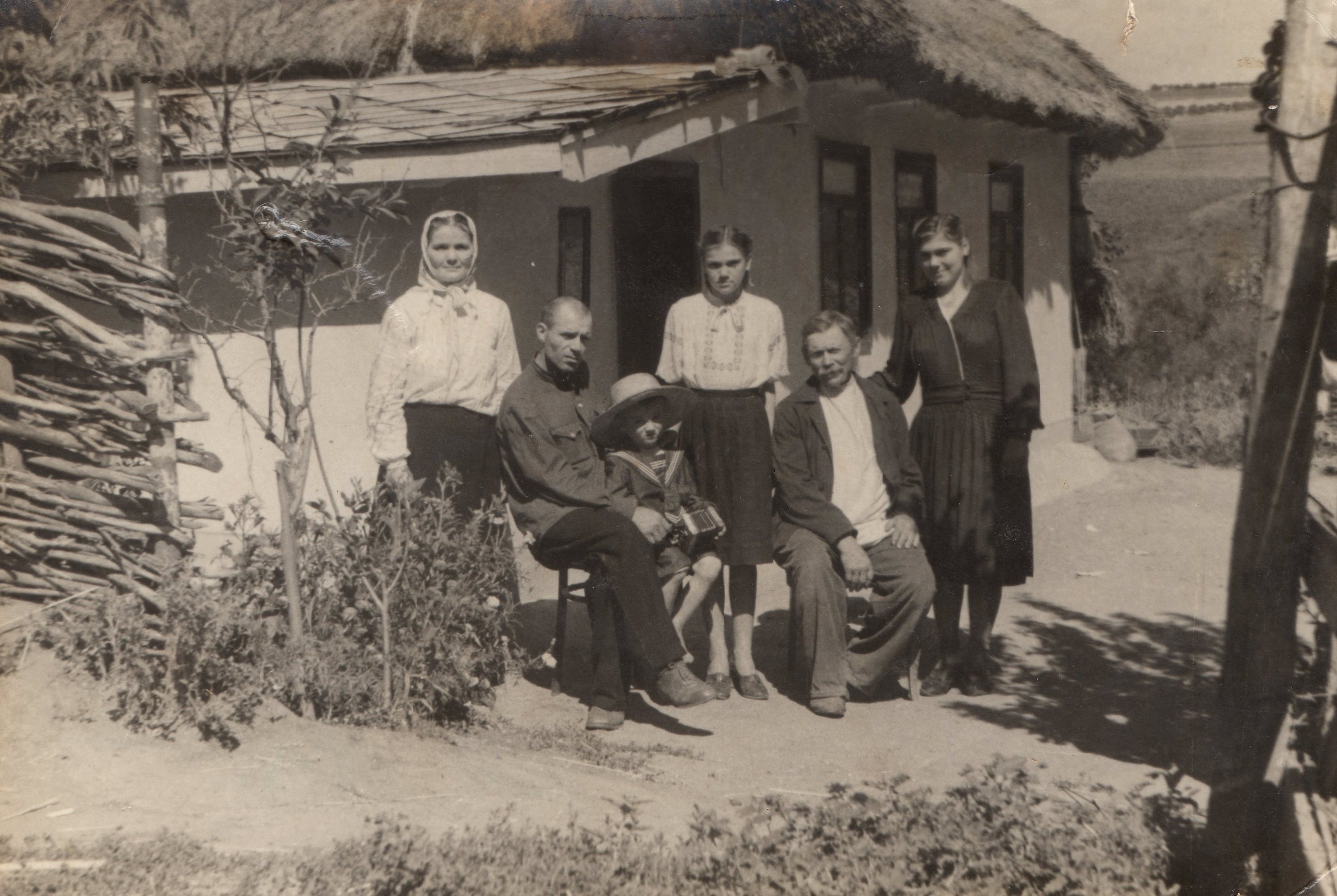
Євген Блажевський біля рідної домівки з родиною

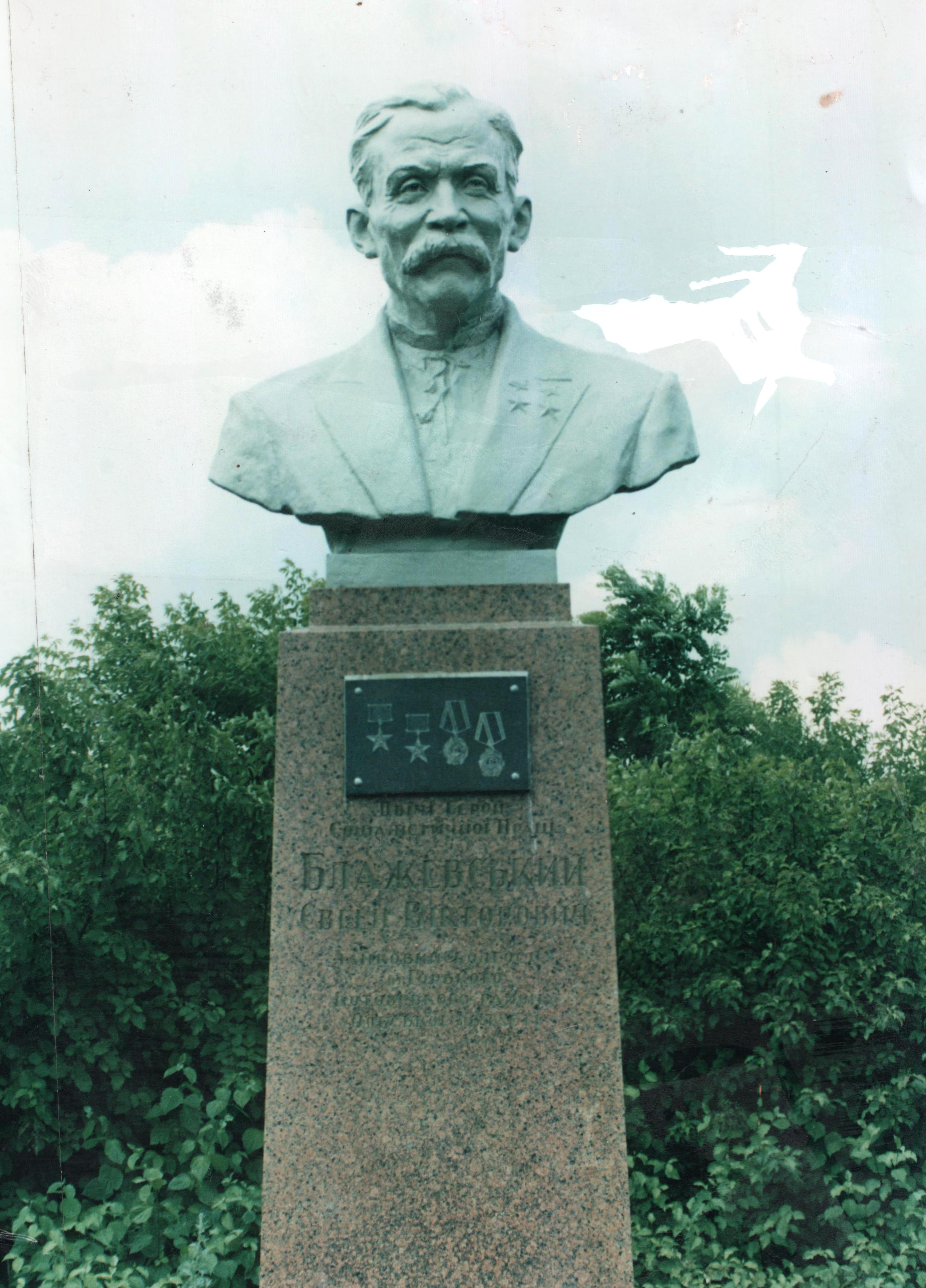
Пам'ятник Євгену Блажевському в селі Любомирка Подільського району Одеської області

Євге́н Ві́кторович Блаже́вський (6 березня 1884, Любомирка — 28 серпня 1973) — новатор сільськогосподарського виробництва. Двічі Герой Соціалістичної Праці (1950 і 1958).

## Життєпис
Народився 23 лютого [6 березня] 1884 року в селі Любомирка Ананьївського повіту Херсонської губернії в сім'ї лісника. Трудову діяльність почав у неповні 14 років.
Учасник першої світової війни. За хоробрість у боях з німцями відзначений двома Георгіївськими хрестами. 
Під час громадянської війни — боєць кавалерійського корпусу Г. І. Котовського. 
З 1931 року працює в колгоспі імені Сталіна (пізніше — Горького) Котовського району Одеської області. З початком колективізації — колгоспник, потім бригадир городньої бригади любомирської сільгоспартілі (1932—1941 рр.). Під час другої світової війни залишався на окупованій території.
Після визволення села з-під німецької окупації — ланковий по вирощуванню кукурудзи (1944—1963).  
В 1948 році очолив ланку і приєднався до руху за широке впровадження посівів кукурудзи в радянське сільське господарство. Прославився високими врожаями цієї культури. В 1949 році отримав 69,2 центнери кукурудзи з 1 гектару на площі в 10 гектарів.

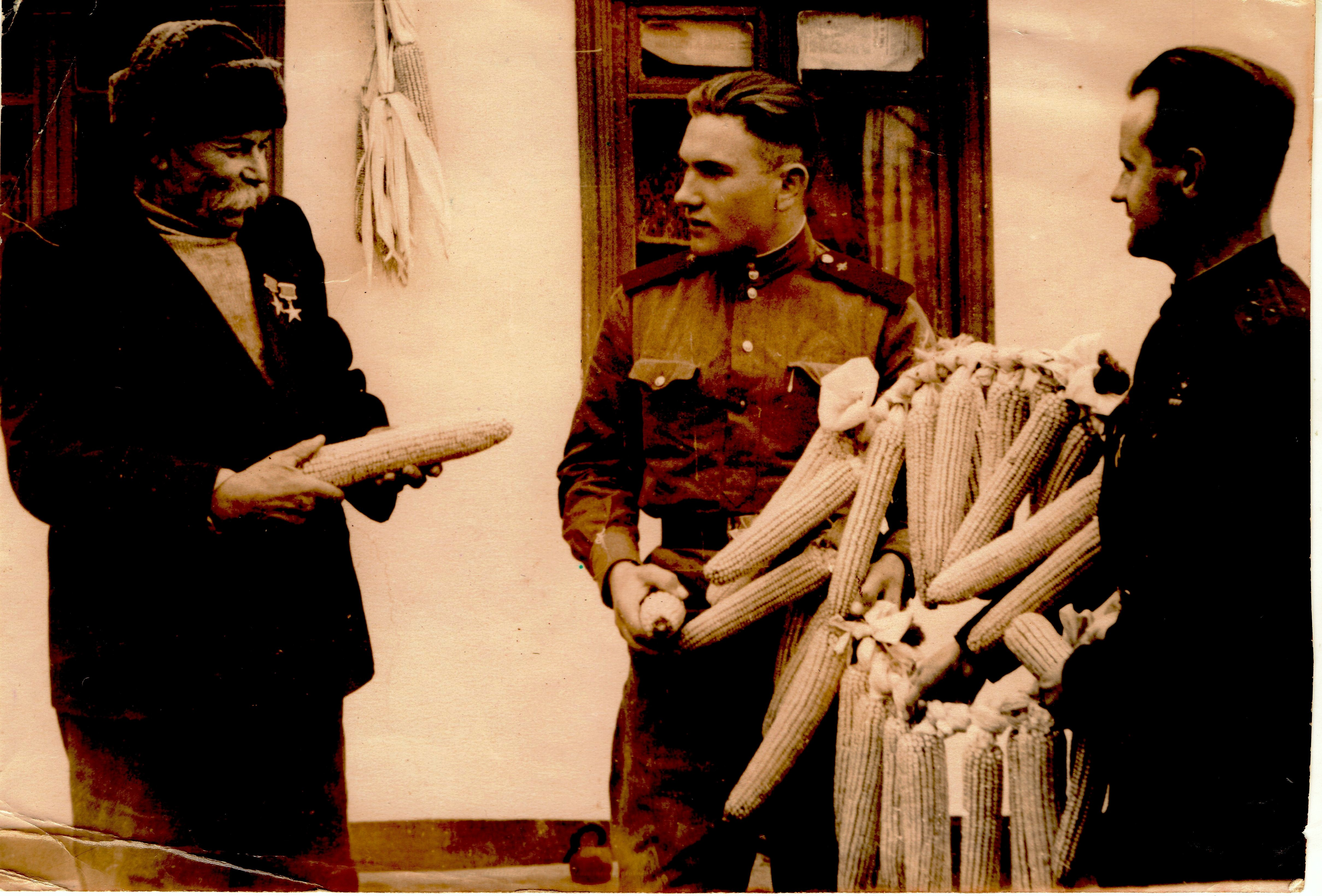
Євген Блажевський демонструє новий сорт виведеної ним кукурудзи воїнам гарнізону

Указом Президії Верховної Ради СРСР від 7 червня 1950 року за отримання високих врожаїв кукурудзи Блажевському Євгену Вікторовичу присвоєно звання Героя Соціалістичної Праці з врученням ордена Леніна та золотої медалі «Серп і Молот».

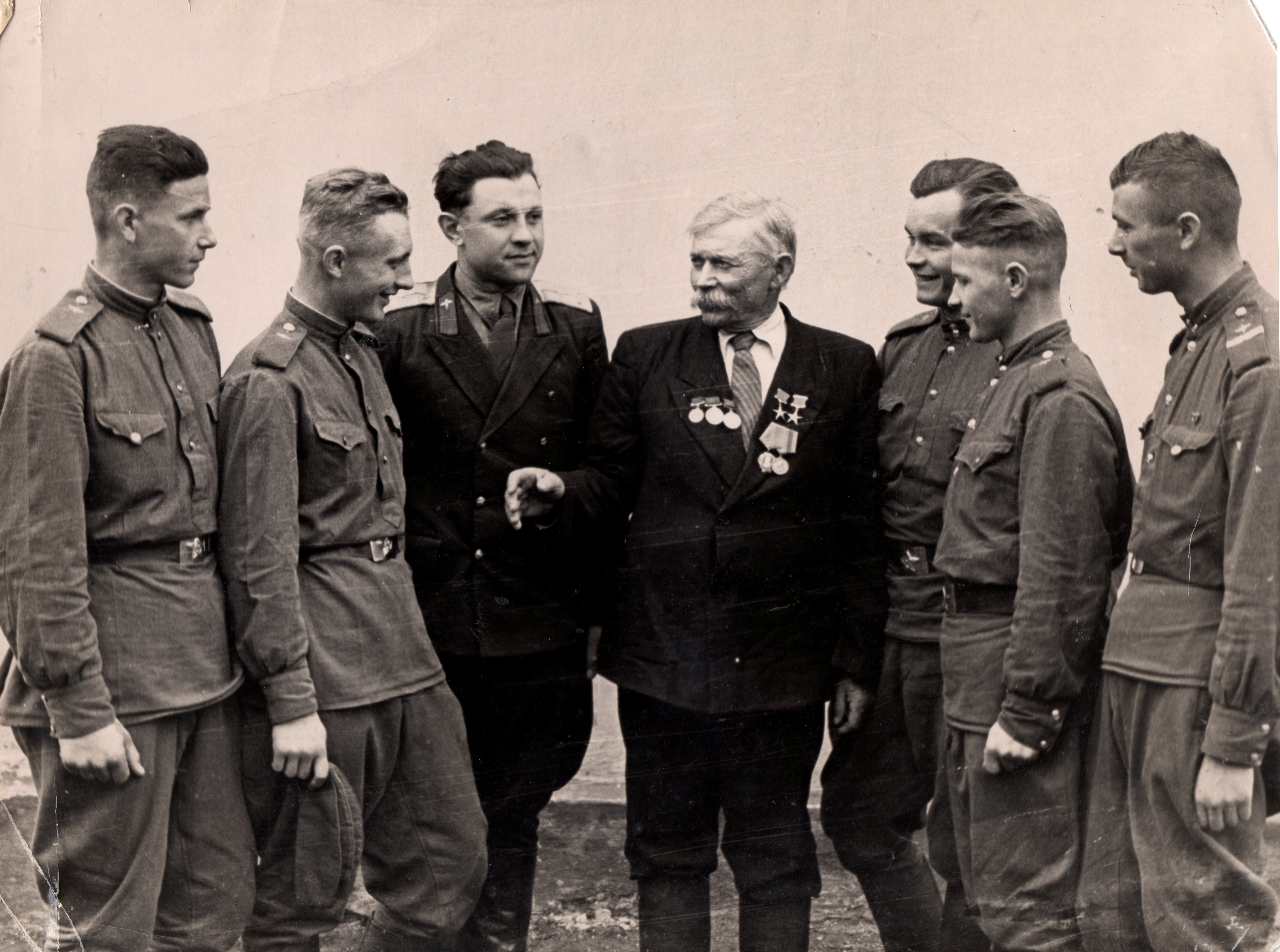
Євген Блажевський з воїнами Котовського гарнізону

Важливою складовою досягнень  Євгена Вікторовича була вміла селекційна робота по покращенню та виведенню нових гібридів кукурудзи. Досліди народного селекціонера дозволили йому одержати високоврожайні гібриди: «Котовчанка—1», згодом «Котовчанка—2». Крім того, ланковий  багато зробив для розповсюдження в Україні китайського сорту кукурудзи «Золота імператриця».
Наукова робота з виведення високоврожайних гібридів кукурудзи увінчалась успіхом. Виведені ним сорти давали високі врожаї і славились не тільки в Україні. Ланка Євгена Вікторовича вирощувала по 100—120 центнерів сухого зерна кукурудзи та 300-400 центнерів зеленої маси з гектара землі. В далеких 1960-х—1970-х роках дехто вважав це мало не дивом. Науковою роботою «Любомирського чарівника», як назвав його одеський письменник Володимир Лясковський [Архівовано 26 березня 2018 у Wayback Machine.], цікавився увесь аграрний світ. До Любомирки приїжджали численні делегації з усіх куточків СРСР та інших країн, щоб запозичити цінний досвід. Самого Блажевського часто запрошували за кордон. Насіння виведених ним сортів просили переслати до різних областей України та усього Радянського Союзу. 
«Уважаемый Евгений Викторович! Меня очень волнует сорт Вашей кукурузы, которая вызревает за 80 дней. В условиях Урала этот сорт представляет очень большую ценность. Если можно, пришлите, пожалуйста, хоть немного семян. Заранее благодарю» — писал А. Корольков, начальник Ачитинской райсельхозинспекции Свердловской области.
Указом Президії Верховної Ради СРСР від 26 лютого 1958 року за видатні успіхи в справі отримання високих і сталих врожаїв зернових і технічних культур, виробництва продуктів тваринництва, широке використання досягнень науки і передового досвіду у вирощуванні сільськогосподарських культур і підйомі тваринництва та вміле керівництво колгоспним виробництвом Блажевський Євген Вікторович нагороджений другою золотою медаллю «Серп і молот».
Член КПРС з 1952. Був делегатом XX з'їзду КПРС.
Жив у рідному селі Любомирка. Помер 28 серпня 1973 року. Похований на кладовищі села Любомирка.
В 1963 році в селі Любомирка Подільського (Котовського) району встановлений бронзовий бюст двічі Героя Соціалістичної Праці Євгена Блажевського. В 1990-ті роки викрадений, на його місті встановлена стела.

## Нагороди
- Двічі Герой Соціалістичної Праці:
  - 07.06.1950 — за високі врожаї кукурудзи;—
  - 26.02.1958 — за успіхи у розвитку сільського господарства.
- Нагороджений двома орденами Леніна і двома медалями «Серп і молот».
- Почесна грамота Президії Верховної Ради Української РСР (1964)